# 호찌민시 국가대학
호찌민시 국가대학(베트남어: Đại học Quốc gia Thành phố Hồ Chí Minh, 영어: Vietnam National University, Ho Chi Minh City)은 베트남 호찌민시에 있는, 최대의 국가대학 중 하나이다. 나머지 하나는 1995년 1월 27일에 설립된 하노이 국가대학이다. 현재 호찌민시 국가대학은 학부와 대학원 교육 과정을 제공하고 있다. 교육 전문 과정에는 기술, 자연 과학, 기초 과학, 사회 및 인문 과학, 문학, 외국어 및 비즈니스를 포괄한다. 대학 본부는 투득군 린쯩방에 위치해 있으며, 6.44km2면적을 가진 새로운 캠퍼스 프로젝트를 진행 중이다. 베트남의 2대 대학교이자 두 국가대학 중의 하나이다. 일반적인 국립대학이 교육부의 관할 하에 있는 것과 달리, 국가대학은 총리 직속 기관이다.

## 역사
호찌민시 국가대학은 대학통합법에 따른 정부포고령 16/CP에 의해 1995년 1월 27일 개교했다. 이때 통합된 대학은 호찌민 시립대학, 투득 기술대학, 호찌민 공과대학, 호찌민 농림대, 경제대학, 회계재무 대학, 호찌민 사범대학, 호찌민 건축대학, 하노이 법대를 8개의 기본으로 하여 1996년 2월 6일에 정식으로 출범했다.
2001년 2월 12일, 베트남 총리 팜반카이는 대학 재조직 법안에 서명을 했다. 이 결의안에 따르면, 호찌민시 국가대학(하노이 국가대학도 동일하게 적용)은 다른 베트남의 일반 대학들과는 달리, 특별 내부 조직과 활동을 가질 수 있으며 대학원 교육, 과학기술 분야의 우선 순위에 대한 특권을 부여받을 수 있다. 이것은 교육과 과학의 선도적 역할과 국가 경제와 과학 발전에 이바지하기 위해 시행된 조치였다.
또한 이 결의안에는 호찌민시 국가대학에서 일부가 독립되어, 교육부 산하의 관리를 받을 수 있게 했다. 현재, 호찌민시 국가대학은 6개의 대학과 1개의 학부, 하나의 기관을 보유하고 있다.

## 구성
- 공과대학(HCMUT)
- 자연과학대학
- 인문사회과학대학
- 국제대학
- 정보공학대학
- 경제법대학
- 의학대학
- 안장대학